# Bjarnarhafnarfjall
Der Bjarnarhafnarfjall (575 m) ist ein Berg im Westen von Island. Er befindet sich im Norden der Halbinsel Snæfellsnes zwischen den Orten Stykkishólmur und Grundarfjörður.

## Lage
Der Berg liegt auf einer Halbinsel. Diese wird im Norden und Nordosten vom Fjord Breiðafjörður begrenzt, im Westen dagegen von Seitenfjorden desselben, vom Kolgrafafjörður und im Südwesten vom Hraunsfjörður. Im Südosten ist der Berg mit dem Festland verbunden, genauer gesagt mit dem Lavafeld Berserkjahraun.

## Geologie
Der Berg ist ein Tafelvulkan und gehört zum Vulkansystem der Ljósufjöll. Das Lavafeld Berserkjahraun entstammt einem nacheiszeitlichen Ausbruch dieses Systems und umgibt den Berg teilweise auf beiden Seiten, im Norden ragt er als Halbinsel ins Meer.

## Besteigung
Man kann den Berg von Osten besteigen.
Vom nördlichen Gipfel Skipþúfa (deutsch: „die Schiffskuppe“, 569 m) haben in früheren Zeiten die Leute nach Schiffen auf dem Breiðafjörður Ausschau gehalten.

## Hof Bjarnarhöfn

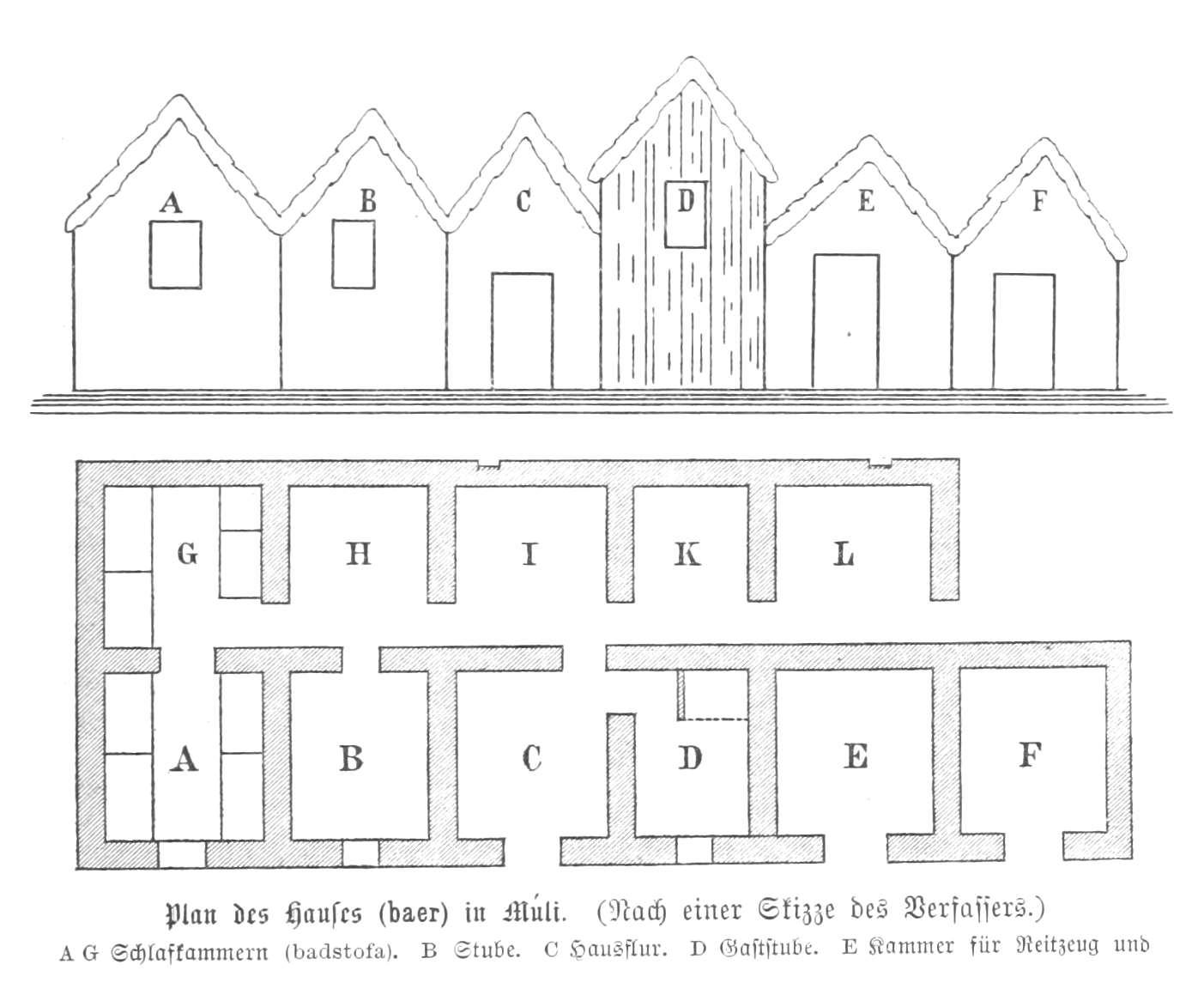
Plan des Wohnhauses (um 1885)

Der Bauernhof Bjarnarhöfn liegt östlich am Fuße des Bjarnarhafnarfjall.
Dieser Hof hat eine lange Geschichte, die bis in die Zeit der Landnahme, der Besiedelung von Island im 9. und 10. Jahrhundert zurückreicht. Der Begründer des Hofes war der Wikinger Björn austræni, ein Bruder der Siedlerin Auður djúpúðga (dt. Auður die Tiefsinnige). Davon wird im Landnahmebuch berichtet.
Im 19. Jahrhundert lebte hier der Naturheiler und Wahrsager Þorleifur Þorleifsson (1801–1877).
Von 1914 bis 1929 war der Hof Eigentum von Thor Jensen (1863–1947), der hier über 600 Schafe hielt.
Der derzeitige Hofbesitzer Hildibrandur Bjarnason hat auf dem Grund des Hofes ein Museum zu Fang und Verarbeitung des Grönlandhais aufgebaut. Dort sieht man auch das älteste isländische Fischerboot, das noch in Gebrauch ist (vermutlich von 1860).
Auch die Kirche beim Hof hat eine lange Geschichte. In der Isländersaga Eyrbyggja wird erwähnt, dass der Wikinger Viga-Styrr bald nach der Christianisierung von Island im Jahre 1000 im Berserkjahraun eine Kirche errichtet hätte. Diese wurde vermutlich im 12. oder 13. Jahrhundert nach Bjarnarhöfn verlegt, denn dort war seit der Zeit nachgewiesenermaßen eine Außenstelle der Klosterpfarrei Helgafell. Die heutige Kirche wurde 1856 gebaut und weist u. a. einen Altar aus dem 17. Jahrhundert im Rembrandtstil auf.